# Santa Cruz de la Serós
Santa Cruz de la Serós ist ein Ort und eine Gemeinde (municipio) mit 188 Einwohnern (Stand: 2024) in der Comarca Jacetania in der Provinz Huesca der Autonomen Gemeinschaft Aragonien. Der Ort liegt an einer Nebenstrecke des Jakobswegs. Ein weiterer Ortsteil ist Binacua.

## Lage und Klima
Der Ort Santa Cruz de la Serós liegt im Pyrenäenvorland ca. 87 km (Fahrtstrecke) nordwestlich der Provinzhauptstadt Huesca in einer Höhe von ca. 790 m. Jaca, die alte Hauptstadt des Königreichs Aragón liegt nur ca. 18 km nordöstlich und das sehenswerte Kloster San Juan de la Peña ist nur gut 8 km in südöstlicher Richtung entfernt. Das Klima ist gemäßigt bis warm; Regen (ca. 775 mm/Jahr) fällt hauptsächlich im Winterhalbjahr.

## Bevölkerungsentwicklung
| Jahr      | 1857 | 1900 | 1950 | 2000 | 2018 |
| Einwohner | 320  | 392  | 286  | 139  | 180  |

Infolge der Mechanisierung der Landwirtschaft, der Aufgabe bäuerlicher Kleinbetriebe und des daraus resultierenden geringeren Arbeitskräftebedarfs ist die Zahl der Einwohner seit den 1950er Jahren deutlich gesunken. Zur Gemeinde gehört auch der noch etwa 30 Einwohner zählende Weiler (pedanía) Binacua.

## Wirtschaft
Die Gemeinde war jahrhundertelang zum Zweck der Selbstversorgung landwirtschaftlich orientiert, wobei die Viehwirtschaft (Milch, Käse, Fleisch) im Vordergrund stand. Heute werden vor allem im Sommerhalbjahr Ferienwohnungen (casas rurales) vermietet.

## Geschichte
Keltiberische, römische, westgotische und selbst islamisch-maurische Spuren wurden bislang nicht entdeckt. Eine militärische Rückeroberung (reconquista) des Gebiets durch die Christen fand wohl nicht statt. Im Jahr 824 wurde die Grafschaft Aragón gegründet, die im 10. Jahrhundert dem Königreich Navarra angegliedert wurde. Als Folge der Eheschließung zwischen Isabella von Kastilien und Ferdinand von Aragón und der Einnahme Navarras im Jahr 1512 wurde die Region mit der spanischen Krone vereint.

## Sehenswürdigkeiten

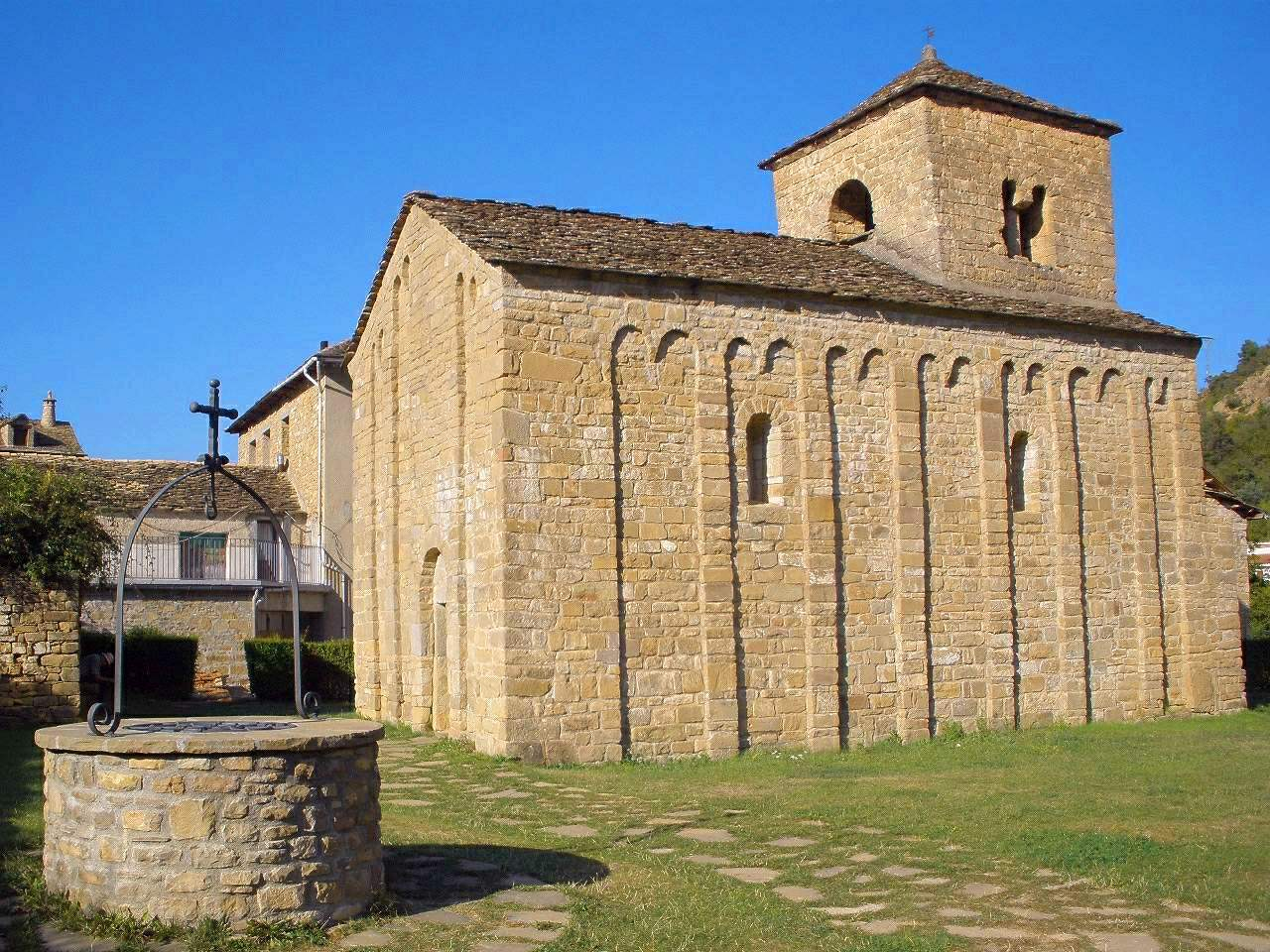
Kirche San Caprasio

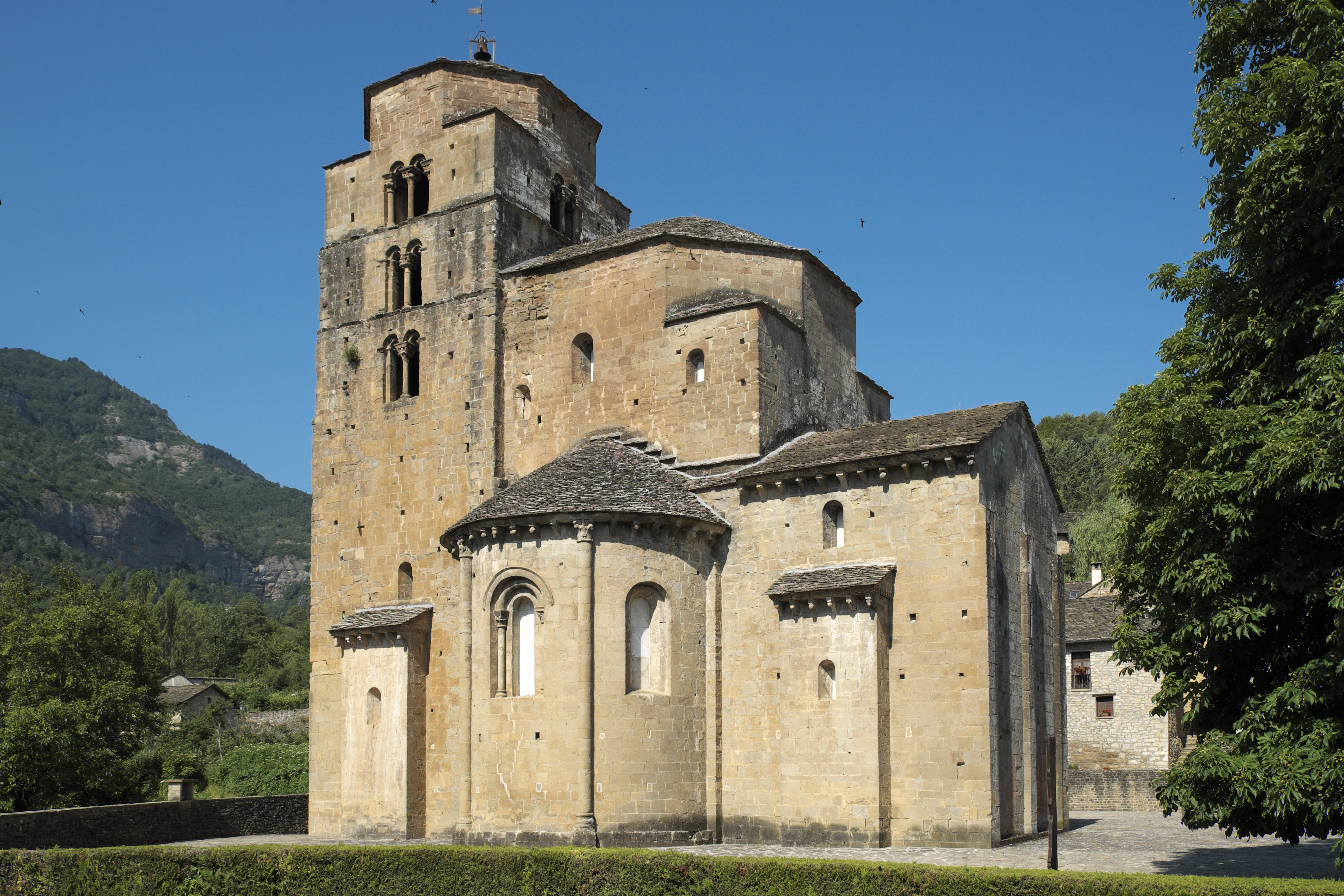
Kirche Santa María

Außer einigen rustikalen Bauernhäusern mit traditionellen, hohen, kegelförmigen Schornsteinen gibt es im Dorf zwei bedeutende romanische Kirchen:
- Die frühromanische Pfarrkirche San Caprasio, gewidmet und benannt nach dem vermeintlichen ersten Bischof von Agen (früher wohl zu einem Benediktinerkloster gehörig) wurde wahrscheinlich um das Jahr 1060 errichtet und zeigt mit seiner Pilastergliederung und den dazugehörigen Rundbogenfriesen eindeutig lombardische Stileinflüsse. Der dazugehörige Konvent wurde bereits im 12. Jahrhundert aufgelöst, die Kirche wurde Pfarrkirche und bekam um das Jahr 1150 einen schmucklosen und ungegliederten Glockenturmaufsatz (campanario). Der beeindruckend schlichte Innenraum besteht aus einem Schiff (nave) und einer leicht eingezogenen Apsis.
- Die deutlich größer dimensionierte und insgesamt „moderner“ wirkende Kirche Santa María ist der Überrest des wohl berühmtesten Nonnenklosters Aragoniens. Das Heiligkreuzkloster (Monasterio de Santa Cruz) wurde in den Jahren um 1060 durch Ramiro I. von Aragonien gegründet, um seine Töchter Urraca, Teresa und Sancha zu versorgen. Diese Schwestern (sorores) haben vermutlich auch den Ortsnamen beeinflusst. Dem prominenten Beispiel folgend wurde das Kloster Versorgungseinrichtung für nicht verheiratbare Mitglieder des aragonesischen Hochadels. Im Jahr 1555 sollen die letzten Benediktinerinnen den Ort verlassen haben und ins Erlöserkloster Monasterio del Salvador nach Jaca gezogen sein; andere Quellen geben das 17. Jahrhundert als Zeitpunkt des Umzugs an. Alle anderen zum Kloster gehörenden Gebäude wurden danach zerstört.

Umgebung
- Zur Gemeinde gehören auch das ca. 8 km südöstlich des Ortes gelegene Kloster San Juan de la Peña und die romanische Landkirche des Weilers Binacua.